# Escudo de Nuevo Brunswick
El escudo de armas de Nuevo Brunswick fue concedido por Decreto Real de la Reina Victoria el 26 de mayo de 1868 y estaba basado en el Gran Sello de la provincia. El escudo original consistía de un león pasante sobre fondo rojo en su campo superior, una galera antigua sobre olas en su parte inferior y el lema “Spem Reduxit” (en latín: Esperanza Restaurada).
El león es símbolo tanto de Inglaterra como del Ducado de Brunswick, antigua posesión inglesa en territorio de Alemania. La galera simboliza los lazos marítimos de la provincia. El lema se refiere al hecho de que la provincia sirvió de refugio a ciudadanos leales a Inglaterra después de la Independencia de los Estados Unidos.
En una ceremonia pública conmemorando el bicentenario de la provincia el 25 de septiembre de 1984, la Reina Isabel II autorizó la adición de una cresta, un ciervo a cada lado y un compartimiento inferior al escudo original.
La cresta consiste en un salmón sobre una corona de hojas de arce dorado que reposa sobre un yelmo también dorado, y está timbrada por la corona de San Eduardo, símbolos de la autoridad real.
Los sujetadores son dos ciervos de cola blanca que llevan escudos, el de la izquierda con los colores del Reino Unido y el de la derecha con la flor de lis francesa, símbolos de la colonización del área por esas dos potencias. 
El compartimiento está cubierto por la flor provincial, violeta púrpura, y por “fiddlehead”, una especie de helecho característica de la región.